# Don Fellows
Pour les articles homonymes, voir Fellows.
Donald « Don » Fellows, né le 2 décembre 1922 à Salt Lake City (Utah) et mort le 21 octobre 2007 à Londres (Angleterre), est un acteur américain.

## Biographie
Très actif au théâtre, Don Fellows débute à Broadway (New York) en 1949, dans la pièce Mister Roberts de Joshua Logan (avec Henry Fonda dans le rôle-titre) et la comédie musicale South Pacific de Richard Rodgers (avec Mary Martin et Ezio Pinza). Ultérieurement à Broadway, mentionnons la pièce Marathon '33 (en) de June Havoc (1963-1964, avec Julie Harris et Olive Deering) et la comédie musicale Promises, Promises (en) de Burt Bacharach (1968-1972).
Toujours à New York, il se produit aussi Off-Broadway dans trois pièces, la première étant Lulu de Frank Wedekind (1958, avec Eva Gabor dans le rôle-titre et Patrick O'Neal).
Installé définitivement à Londres en 1973, il poursuit en Angleterre sa carrière sur les planches, jouant entre autres dans les pièces Bus Stop (en) de William Inge (1976, avec Keir Dullea et Lee Remick) et M. Butterfly de David Henry Hwang (1989-1990, avec Anthony Hopkins et Peter Egan, en alternance dans le rôle-titre) et la comédie musicale Crazy for You d'après George Gershwin (1993-1996).
Au cinéma (principalement britannique, plus quelques films américains et des coproductions), il fait ses débuts dans deux films sortis en 1968, dont Les Pervertis de Noel Black (avec Anthony Perkins et Tuesday Weld). Suivent notamment Valentino de Ken Russell (1977, avec Rudolf Noureev dans le rôle-titre, lui-même incarnant George Melford), Les Aventuriers de l'arche perdue de Steven Spielberg (1981, avec Harrison Ford et Karen Allen) et Les Larmes d'un homme de Sally Potter (2000, avec Christina Ricci et Cate Blanchett), le dernier de ses vingt-neuf films.
À la télévision (américaine ou britannique), il contribue à quarante-huit séries, la première en 1951 (Studio One, un épisode), la dernière en 2001. Entretemps, citons Bizarre, bizarre (un épisode, 1979) et Inspecteur Morse (un épisode, 1993).
S'ajoutent dix-huit téléfilms, le premier diffusé en 1974, le dernier en 1998. Dans l'intervalle, mentionnons L'Homme que je suis de Jack Gold (1975, avec John Hurt et Patricia Hodge) et Les Douze Salopards 2 d'Andrew V. McLaglen (1985, avec Lee Marvin et Ernest Borgnine).
Don Fellows meurt dans sa ville d'adoption en 2007, à 84 ans.

## Théâtre
(pièces, sauf mention contraire)

### Broadway (intégrale)
- 1949-1950 : Mister Roberts de (et mise en scène par) Joshua Logan, d'après le roman du même titre de Thomas Heggan, décors et lumières de Jo Mielziner : l'enseigne Pulver[1] (remplacement)
- 1949-1955 : South Pacific, comédie musicale, musique de Richard Rodgers (orchestrée par Robert Russell Bennett), lyrics d'Oscar Hammerstein II et Joshua Logan, livret, chorégraphie et mise en scène de Joshua Logan, décors et lumières de Jo Mielziner : Lieutenant Buzz Adams[2] / Matelot Richard West (remplacement)
- 1959 : Only in America de Jerome Lawrence  et Robert E. Lee (en), production et mise en scène d'Herman Shumlin : Bill Drake
- 1963-1964 : Marathon '33 (en) de (et mise en scène par) June Havoc : Scotty Schwartz
- 1965-1966 : Generation (en) de William Goodhart, mise en scène de Gene Saks : Winston Garand
- 1968-1972 : Promises, Promises (en), comédie musicale, musique de Burt Bacharach, lyrics d'Hal David, livret de Neil Simon (d'après le film La Garçonnière de 1960), chorégraphie de Michael Bennett : Jesse Vanderhof (remplacement, dates non spécifiées)

### Off-Broadway (intégrale)
- 1958 : Lulu (en) (Die Büsche der Pandora) de Frank Wedekind, adaptation de Frances Fawcett et Stephen Spender : Alwa Schön[3]
- 1965 : Friday Night (en deux parties) de James Edward : Sam (1re partie, Mary Agnes is Thirty-Five) / Charlie Messeger (2e partie, Passport)
- 1970 : My House is Your House de Lee Loeb et Sam Ross : rôle non spécifié

### Angleterre (sélection)
(à Londres, sauf mention contraire)
- 1969 : Promises, Promises (en), comédie musicale précitée : Jesse Vanderhof
- 1973-1974 : In Praise of Love (en deux parties) de Terence Rattigan : Mark Walters (1re partie, After Lydia) / le laquet (2e partie, Before Dawn)
- 1975 : The Dame of Sark de William Douglas-Home (à Windsor) : Bob Hathaway
- 1976 : Bus Stop (en) de William Inge : Virgil Blessing[4]
- 1978 : A Tribute to Lili Lamont d'Arthur Whitney : rôle non spécifié
- 1979-1980 : Chicago, comédie musicale, musique de John Kander, lyrics de Fred Ebb, livret de Bob Fosse et Fred Ebb : Amos Hart[5]
- 1981 : Reunion et Dark Pony de David Mamet : rôles non spécifiés
- 1983-1984 : May Days de David Edgar (en) : Teddy Weiners
- 1984 : Morning's at Seven (en) de Paul Osborn : Theodore Swanson
- 1984 : Tout de Seamus Finnegan (en) : M. Flannagan
- 1985-1986 : Biography (en) de S. N. Behrman : rôle non spécifié
- 1987 : Holiday (en) de Philip Barry : Edward Seton[6]
- 1987 : I Ought to Be in Pictures (en) de Neil Simon (à Farnham) : Herb
- 1989-1990 : M. Butterfly de David Henry Hwang (en) : M. Toulon[7] / le premier homme / un juge
- 1992 : The Dark River de Rodney Ackland (en) : rôle non spécifié
- 1993-1996 : Crazy for You, comédie musicale d'après Girl Crazy de George et Ira Gershwin, livret de Ken Ludwig (en) : rôle non spécifié
- 1994-1995 : Red, Hot and Blue (en), comédie musicale, musique et lyrics de Cole Porter, livret de Russel Crouse et Howard Lindsay : le policier Pinkle

## Filmographie partielle

### Cinéma
- 1968 : Le Détective (The Detective) de Gordon Douglas : un journaliste
- 1968 : Les Pervertis (Pretty Poison) de Noel Black : un détective
- 1974 : En voiture, Simone (Soft Beds, Hard Battles) de Roy Boulting : le premier conseiller
- 1974 : Du sang dans la poussière (The Spikes Gang) de Richard Fleischer : un cow-boy
- 1974 : Pris au piège (Mousey) de Daniel Petrie : le contremaître
- 1975 : L'Enlèvement (Inside Out) de Peter Duffell : le colonel américain
- 1976 : La Malédiction (The Omen) de Richard Donner : le deuxième assistant de Thorn
- 1976 : L'Ultimatum des trois mercenaires (Twilight's Last Gleaming) de Robert Aldrich : le général Stonesifer
- 1977 : Valentino de Ken Russell : George Melford
- 1980 : Superman 2 (Superman II: The Adventure Continues) de Richard Lester : le général américain avec Zod
- 1981 : Les Aventuriers de l'arche perdue (Raiders of the Lost Ark) de Steven Spielberg : le colonel Musgrove
- 1981 : L'Arme à l'œil (Eye of the Needle) de Richard Marquand : le colonel américain
- 1982 : Enigma de Jeannot Szwarc : rôle non spécifié
- 1982 : Commando (Who Dares Wins) de Ian Sharp : l'ambassadeur Franklin
- 1984 : La Belle et l'Ordinateur (Electric Dreams) de Steve Barron : M. Ryley
- 1986 : Riders of the Storm ou American Way de Maurice Phillips : le capitaine héros de guerre
- 1986 : Nuit de noce chez les fantômes (Haunted Honeymoon) de Gene Wilder : le producteur
- 1987 : Superman 4 (Superman IV: The Quest for Peace) de Sidney J. Furie : Levon Hornsby
- 1998 : Velvet Goldmine de Todd Haynes : Lou
- 2000 : Les Larmes d'un homme (The Man Who Cried) de Sally Potter : Joe

### Télévision

#### Séries
- 1951 : Studio One, saison 4, épisode 4 La Femme du bandit (Mighty Like a Rogue) de Franklin J. Schaffner : Turney
- 1961 : Les Accusés (The Defenders), saison 1, épisode 16 The Best Defense de Paul Stanley : le médecin
- 1975 : Cosmos 1999 (Space: 1999), saison 1, épisode 1 À la dérive (Breakaway) de Lee H. Katzin : le présentateur télévisé
- 1979 : Ike, mini-série, épisode 1 : le général Carl A. Spaatz
- 1979 : Bizarre, bizarre (Tales of the Unexpected), saison 1, épisode 8 Le Grand Plongeon (A Dip in the Pool) de Michael Tuchner : Renshaw
- 1980 : Oppenheimer, mini-série, épisode 5 : un chef militaire
- 1993 : Inspecteur Morse (Inspector Morse), saison 7, épisode 3 Le Crépuscule des dieux (Twilight of the Golds) d'Herbert Wise : Lyman Stansky
- 1997 : Kavanagh (Kavanagh Q.C.), saison 3, épisode 3 Vieille Histoire (Ancient History) de Tristram Powell : le colonel Brennan

#### Téléfilms
- 1975 : L'Homme que je suis (The Naked Civil Servant) de Jack Gold : le premier GI
- 1975 : The Day After Tomorrow de Charles Crichton : Jim Forbes
- 1976 : Alien Attack de Lee H. Katzin (réunion des deux premiers épisodes de la série précitée Cosmos 1999) : le présentateur télévisé
- 1979 : One Fine Day de Stephen Frears : Arnold
- 1980 : Inside the Third Reich de Marvin J. Chomsky : le major américain
- 1985 : Les Douze Salopards 2 (The Dirty Dozen: Next Mission) d'Andrew V. McLaglen : le général Trent Tucker
- 1985 : Wallenberg, le héros disparu (en) (Wallenberg: A Hero's Story) de Lamont Johnson : Olsen
- 1985 : Rendez-vous à Fairborough (en) (Reunion at Fairborough) d'Herbert Wise : Duffy
- 1986 : Maggie de Waris Hussein : Ralph Booker
- 1986 : Les Derniers Jours de Patton (en) (The Last Days of Patton) de Delbert Mann : le général Walter B. Smith
- 1989 : The Nightwatch de Danny Boyle : Paul Arland
- 1998 : Clinton: Jis Struggle with Dirt d'Armando Iannucci : rôle non spécifié